# Франсуа Барро
Франсуа Барро (фр. François-Emile Barraud; *24 листопада 1899, Ла Шо-де-Фон — 11 вересня, 1934, Женева) — швейцарський художник першої половини XX століття.

## Життєпис
Народився в містечку Ла Шо-де-Фон, Швейцарія. Був другим сином в родині, де було четверо синів. Всі брати були самодіяльними художниками і малярами чи декораторами.
Франсуа Барро опановував художню освіту в рідному місті, коли відвідував вечірню школу разом із братами з 1911 року.
1919 року відбулась його перша виставка у рідному місті Ла Шо-де-Фон, Швейцарія, а також виставка картин у Національній виставці в місті Базель. Молодий художник отримав визнання і 1922 року покинув Швейцарію й перебрався у Францію, у місто Реймс, де працював два роки. 1924 року молодий художник узяв шлюб із француженкою Марі. Дружина стане моделлю для декількох картин митця. 1925 року Франсуа Барро знайшов роботу у місті Париж і перебрався жити у столицю Франції.
Аби удосконалити власну художню освіту, влаштувався у Школу Лувра, де надавали вищу освіту. Вивчення творчості фламандських і голландських майстрів вплинуло на художню манеру митця, який працював у жанрах портрет, побутовий жанр, натюрморт та, іноді, пейзаж. Це вберегло його від впливів кубізму і модернізму, притаманних більшості паризьких художників того часу. Художник працював також у містах Реймс, Вевьє, у рідному Ла Шо-де-Фоні, останні роки життя працював у Женеві.
Франсуа Барро тривалий час страждав на туберкульоз і помер від його ускладнень у вересні 1934 року у місті Женева на тридцять п'ятому році життя.

## Вибрані твори
- «Трійка дітей» (1920-і)
- «Майстерня художника» (1928)
- «Філателіст» (1929)
- «Яблуко, дві книги і виноград» (1929)
- «Пейзаж зі старим будинком» (бл. 1929)
- «Хліб, вино і окуляри» (1930)
- «Натюрморт з квітами і окулярами» (1930)
- «Автопортрет» (1931)
- «Мадам Б. в капелюшку з вуаллю» (1932)
- «Портрет мадам С.» (1933)
- «Натюрморт з глобусом» (1933)
- «Суп» (1933)

## Галерея натюрмортів

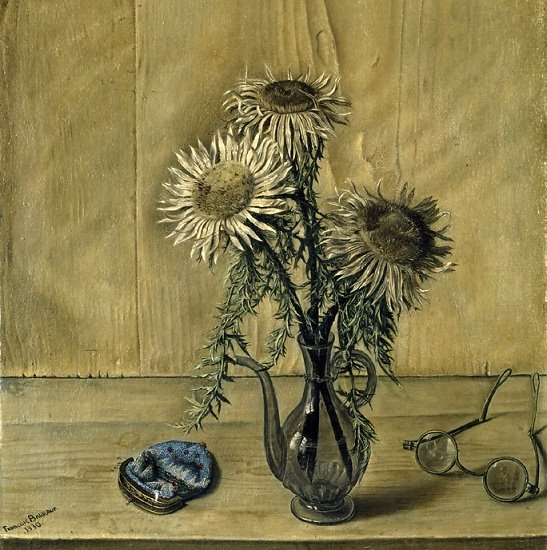
«Натюрморт з квітами і окулярами», 1930
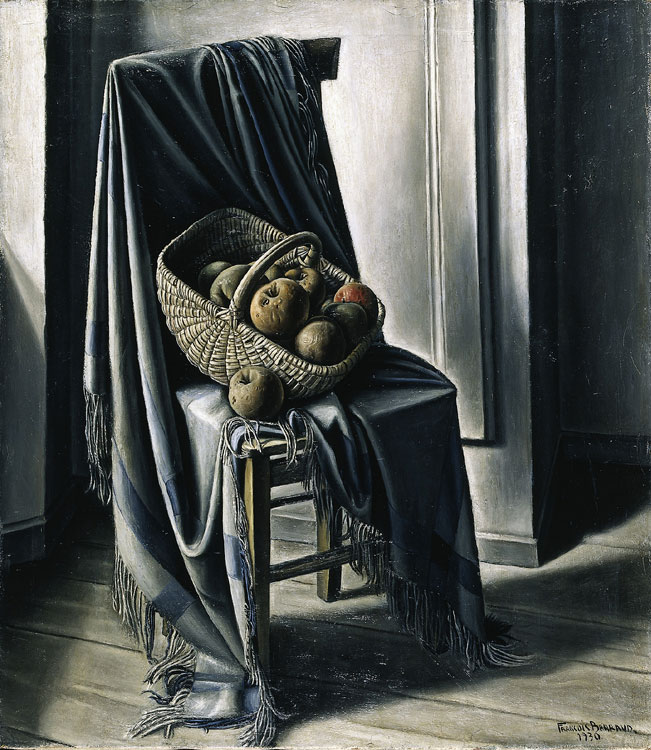
«Кошик з яблуками на стільці», 1930
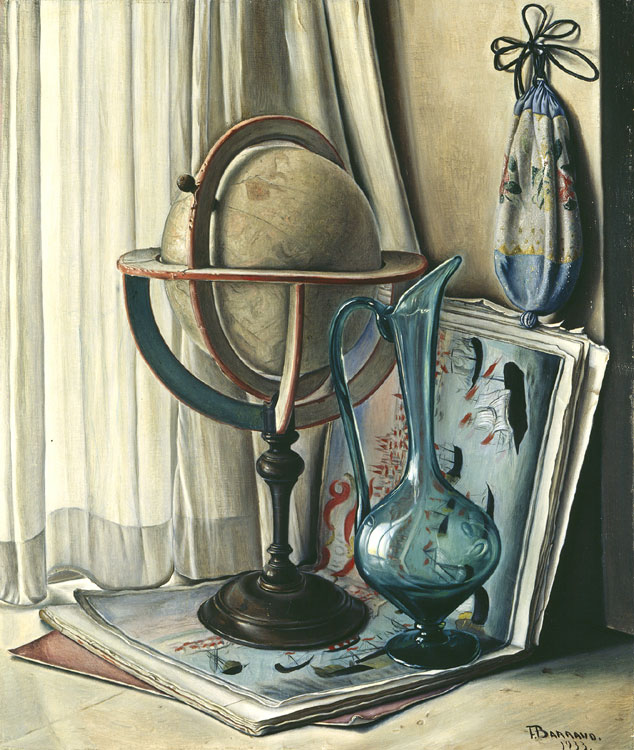
«Натюрморт з глобусом», 1933
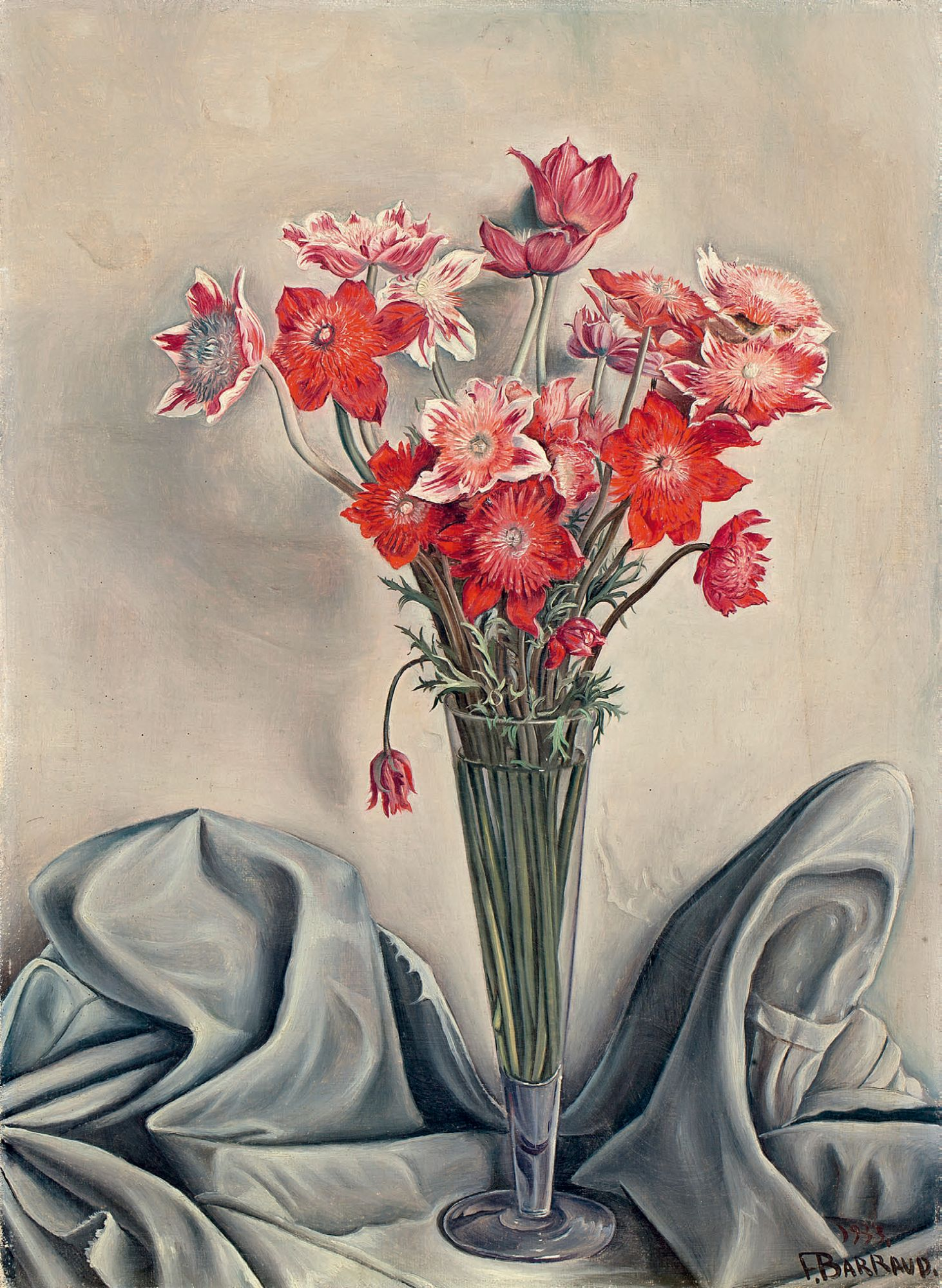
«Анемони і драперія», 1934
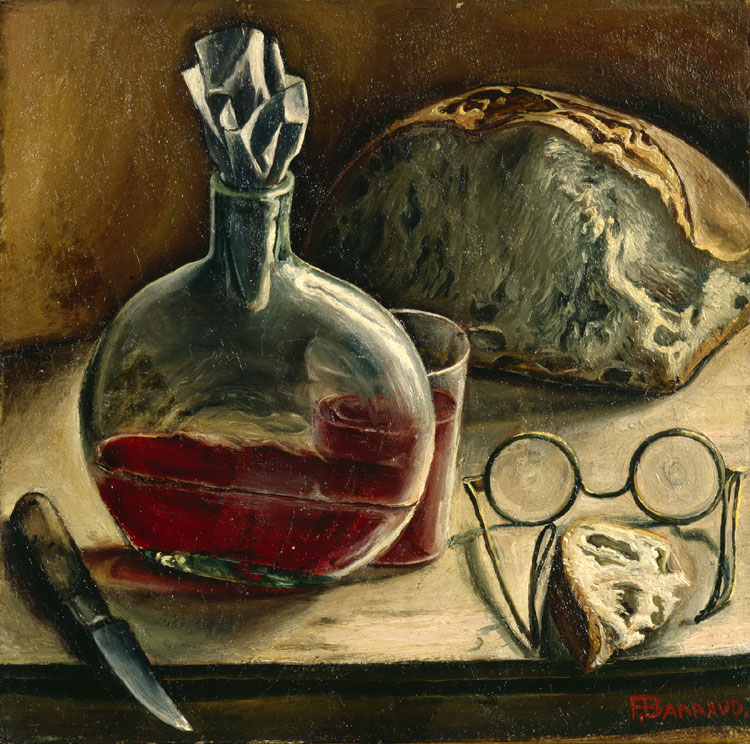
«Хліб, вино і окуляри», 1930
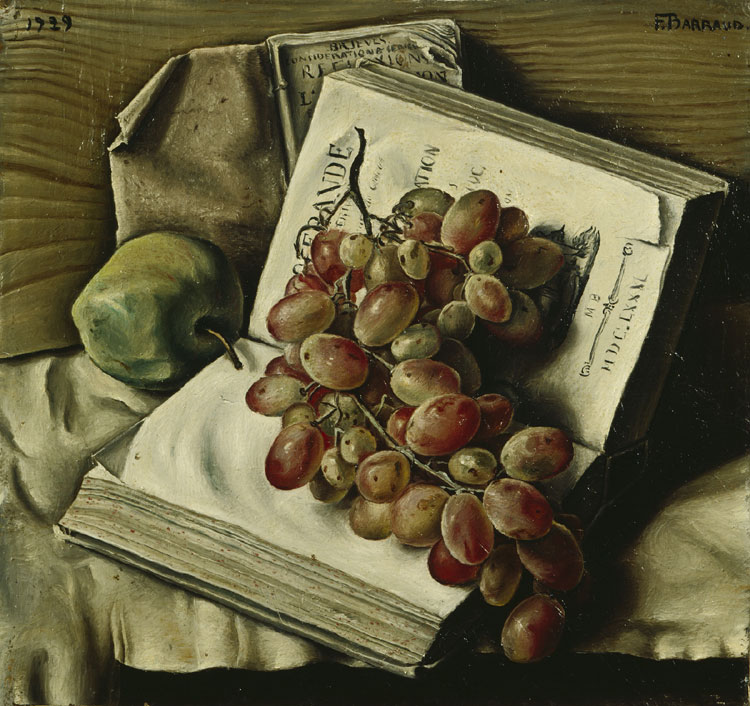
«Яблуко, дві книги і виноград», 1929

## Портрети і жанрові композиції

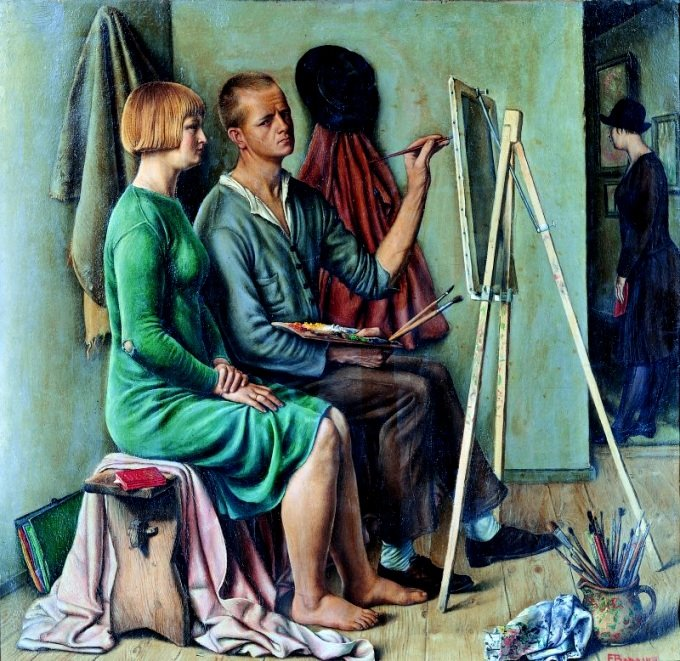
«Майстерня художника», 1928
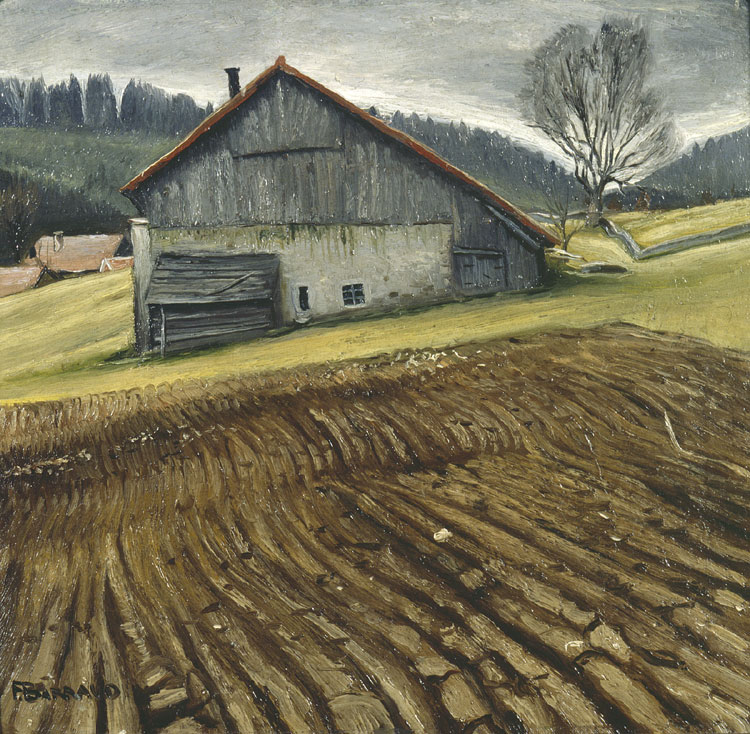
«Пейзаж зі старим будинком», бл. 1929
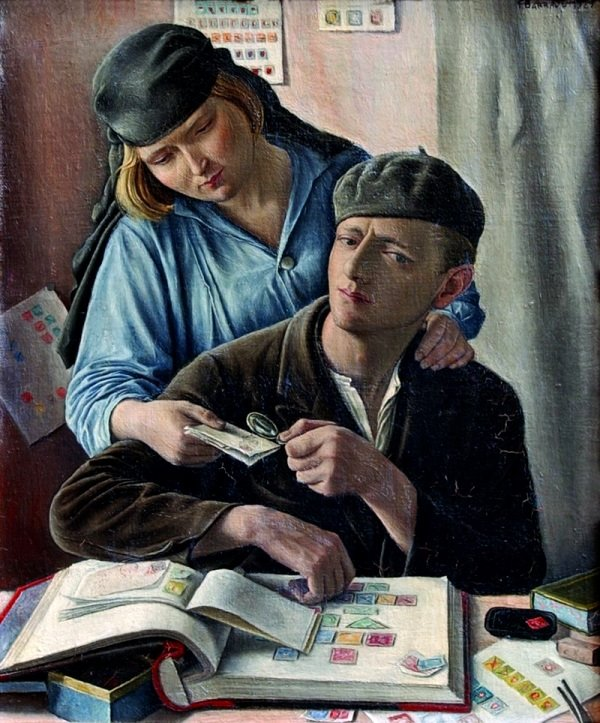
«Філателіст», 1929
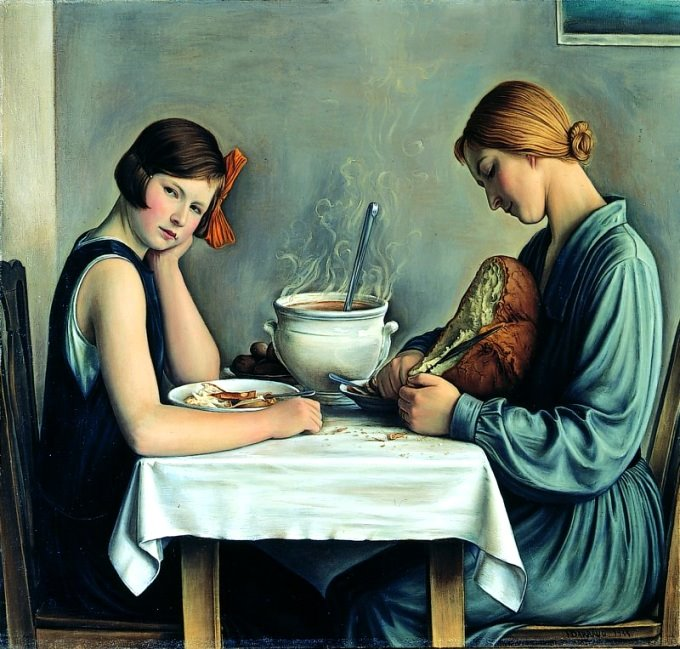
«Суп», 1933
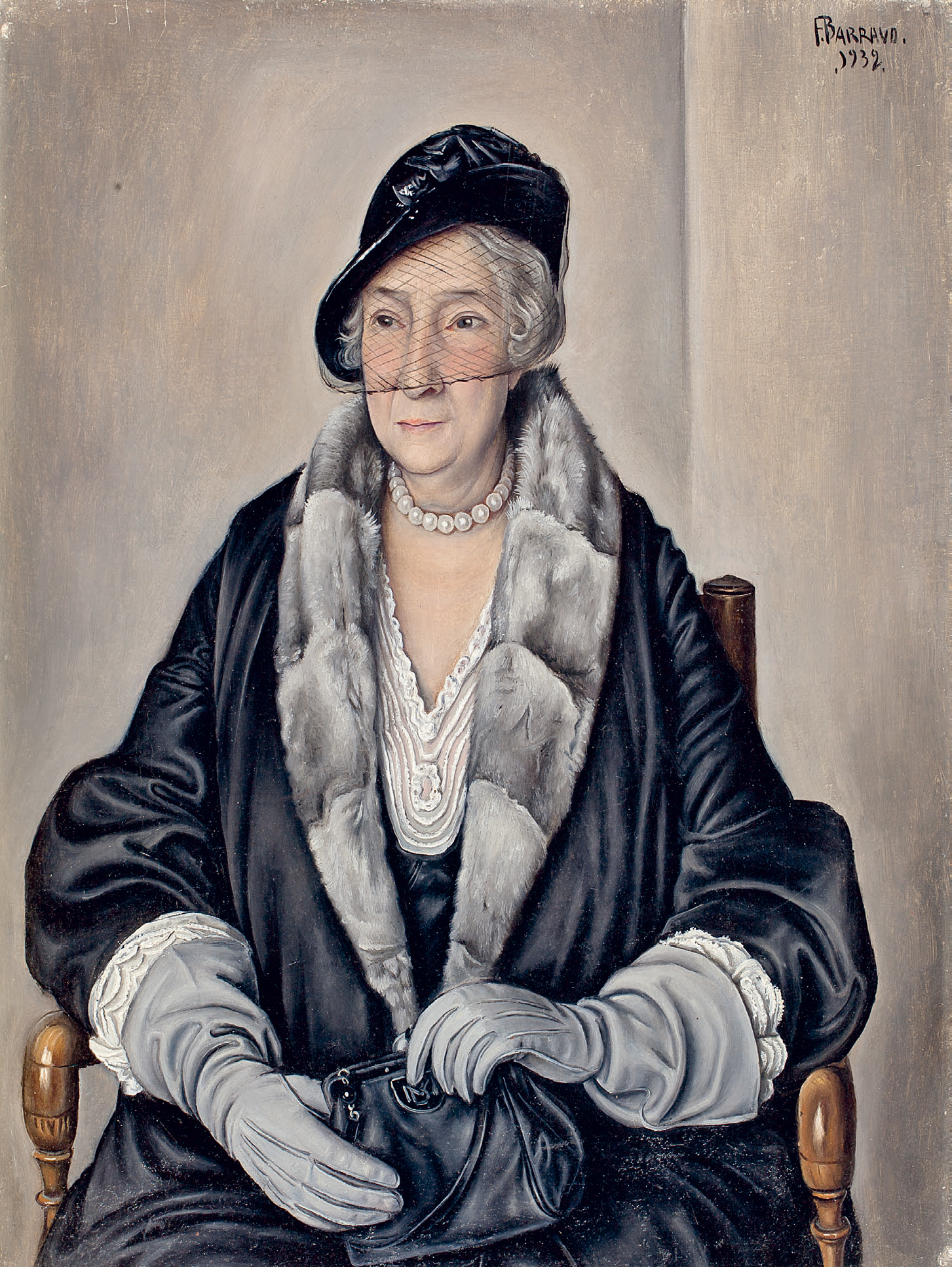
«Мадам Б. в капелюшку з вуаллю», 1932